# تپه آذرآباد
تپه آذرآباد مربوط به مفرغ است و در شهرستان ایرانشهر، بخش دلگان، دهستان جلگه چاه هاشم، ۲ کیلومتری شمال روستای آذرآباد واقع شده و این اثر در تاریخ ۲۷ اسفند ۱۳۸۶ با شمارهٔ ثبت ۲۲۶۶۰ به‌عنوان یکی از آثار ملی ایران به ثبت رسیده است.